# Punta Giordani
La Punta Giordani (Giordanispétz in Greschòneytitsch) (4.046 m s.l.m.) è una punta del massiccio del Monte Rosa nelle Alpi Pennine. Si trova lungo lo spartiacque che scendendo dalla Ludwigshöhe e passando dalla Piramide Vincent divide l'alta valle del Lys dall'alta Valsesia. È il 4.000 più basso del gruppo del Monte Rosa.

## Storia

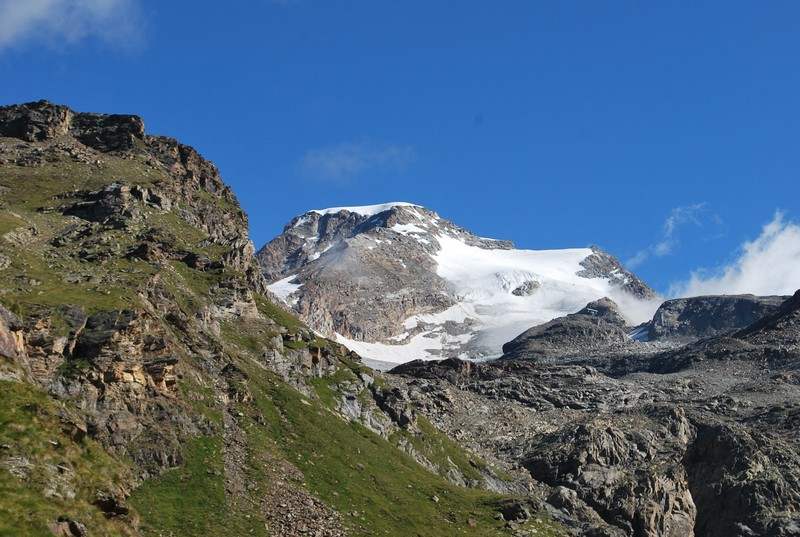
La Piramide Vincent (a sinistra) e la Punta Giordani (a destra).

Per il suo facile accesso è stata la prima cima di 4.000 m del massiccio del Monte Rosa ad essere conquistata. La prima ascensione fu compiuta il 23 luglio 1801 da Pietro Giordani e un piccolo gruppo di compaesani.

## Salite alla vetta

### Via normale
La via normale alla vetta ha inizio da Punta Indren prendendo la traccia che porta al Rifugio Gnifetti. Dopo aver superato facilmente un tratto di rocce, si continua alla base del Ghiacciaio d'Indren, che dovrà poi essere risalito. Occorrono circa 2/3 ore per coprire i 700 m di dislivello che portano in cima, a quota 4.046 m.
L'ascensione non presenta notevoli difficoltà tecniche, ma è necessaria una buona condizione fisica per via dell'altitudine e del dislivello da affrontare.

### La Cresta del Soldato
La Cresta del Soldato è la cresta sud-est della Punta Giordani che scende alla Punta Vittoria (3.435 m).
Sempre da Punta Indren si può traversare in leggera salita il Ghiacciaio di Bors arrivando sul filo di cresta nel tratto orizzontale a monte della Punta Vittoria. La cresta presenta difficoltà fino al III grado.

### Altre ascensioni
Dalla Punta Giordani, attraverso una via alpinistica di III grado, si può raggiungere la soprastante Piramide Vincent.
Un itinerario più difficile (AD) parte dalla Capanna Fratelli Gugliermina.